# دانور 2: مداح
دانور 2: مداح (بالإندونيسية: Danur 2: Maddah)‏ هو فيلم رعب إندونيسي تم إصداره في 28 مارس 2018. هذا الفيلم هو تكملة للفيلم السابق دانور: أستطيع رؤية الأشباح. هذا الفيلم من بطولة بريلي لاتوكونسينا وصوفيا لاتجوبا.
هذا الفيلم هو الفيلم الثاني في سلسلة أفلام دانور.

## طاقم العمل
- بريلي لاتوكونسينا
- صوفيا لاتجوبا
- ريسا ساراسواتي

## روابط خارجية
- دانور 2: مداح على موقع IMDb (الإنجليزية)
- دانور 2: مداح على موقع قاعدة بيانات الفيلم (الإنجليزية)
- دانور 2: مداح على موقع ليتربوكسد (الإنجليزية)
- دانور 2: مداح على موقع كينوبويسك (الروسية)